# Heinrich Buck (Numismatiker)
Heinrich Buck (geboren 18. September 1866 in Emden; gestorben 1. Dezember 1939) war ein deutscher Bibliothekar und Numismatiker.

## Leben
Heinrich Buck studierte in Marburg, Erlangen, Göttingen und Straßburg. An allen Studienorten nahm er das Band der örtlichen Wingolfsverbindung auf. Er wirkte als Hofrat unter anderem in Gmunden als Leiter der „Gmundener Fideikommissbibliothek“ und in Blankenburg (Harz). Er lebte 1894 bis 1934 in Österreich.
Sein wissenschaftliches Interesse als Numismatiker galt vor allem den Münzprägungen der Städte aus dem Raum Niedersachsen. So verfasste er beispielsweise gemeinsam mit Ortwin Meier im Auftrag des hannoverschen Oberbürgermeisters die Schrift Die Münzen der Stadt Hannover.

## Schriften (Auswahl)
- Heinrich Buck, Ortwin Meier (Bearb.): Die Münzen der Stadt Hannover. Im Auftrag des Oberbürgermeisters der Hauptstadt Hannover, Hannover: Selbstverlag der Hauptstadt Hannover, 1935
- Heinrich Buck, Max von Bahrfeldt (Bearb.): Die Münzen der Stadt Hildesheim. Im Auftrag des Oberbürgermeisters der Stadt Hildesheim (= Die Münzen des Bistums und der Stadt Hildesheim, Bd. 2), Hildesheim; Leipzig: Lax, 1937
- Heinrich Buck (Bearb.): Die Münzen der Stadt Einbeck. Im Auftrag des Bürgermeisters der Stadt Einbeck hrsg. von dem Beauftragten des Oberpräsidenten der Provinz Hannover für die niedersächsische Landesmünzforschung, Hildesheim; Leipzig: August Lax, 1939; Inhaltsverzeichnis
- Die Münzen der Stadt Braunschweig von 1499 bis 1680. Auf Grund des Manuskripts von Heinrich Buck bearbeitet von Wilhelm Jesse (= Brunsvicensien der Universitätsbibliothek Braunschweig. Wirtschaft, Handel und Justiz); Digitalisat über die Technische Universitätsbibliothek Braunschweig
- Heinrich Buck, Adalbert Büttner, Bernd Kluge: Die Münzen der Reichsstadt Goslar 1290 bis 1764. Münzgeschichte und Geprägekatalog (= Berliner numismatische Forschungen, Neue Folge, Bd. 4), Berlin: Gebr. Mann, 1995, ISBN 978-3-7861-1705-6 und ISBN 3-7861-1705-5